# Пык-пык-пык
«Пык-пык-пык» — российский короткометражный мультипликационный фильм режиссёра Дмитрия Высоцкого, снятый в 2014 году.

## Сюжет
Наступило утро. Муравьи собирают на дереве листочки и несут их в свой муравейник. Из дупла вылетает птица и начинает клевать муравьёв, а они, в свою очередь, кусают её. Вдруг раздаётся стук и дерево начинает трястись. Муравьи и птица прячутся в дупле. Как оказалось, возле дерева стоит лесоруб и рубит его топором. Птица и муравьи объединяются и нападают на лесоруба, начиная его клевать и кусать. Лесоруб в ужасе бежит от них, потеряв штаны и уронив кусок хлеба. Птица и муравьи становятся друзьями и вместе едят этот хлеб.

## Фестивали и награды
- 2014 — «специальный приз международного жюри» на XV Международном фестивале анимационных фильмов, проходившем в Хиросиме (Япония)[1].
- 2014 — приз детского жюри на 12 международном анимационном фестивале «Fantoche» в Бадене (Швейцария)[2].
- 2014 — приз в категории «лучший фильм для детей» на XII фестивале «Мультивидение»[3].
- 2015 — специальный приз жюри — Дмитрию Высоцкому «за блестящее владение темпоритмом» на XX Открытом российском фестивале анимационного кино «Суздаль»[4].
- 2015 — приз за лучший детский мультфильм на VI МФАК «Золотой кукер — София» в Болгарии[5].
- 2015 — диплом за «лёгкость и музыкальность» и приз зрительских симпатий (профессиональный рейтинг) по итогам голосования гостей и участников фестиваля (3 место) на фестивале «Крок»[6].
- 2015 — приз «за безупречную пык-пык-пычность стиля и содержания» на фестивале «Окно в Европу»[7][8].
- 2015 — участие на XX Международном фестивале «Кино — детям».

## Съёмочная группа
| Автор сценария и режиссер   | Дмитрий Высоцкий                                                     |
| Художник-постановщик        | Андрей Сикорский                                                     |
| В мультфильме звучит музыка | Лео Делиба                                                           |
| Композитор                  | Алексей Яковель                                                      |
| Звукорежиссёр               | Станислав Глушинский                                                 |
| Аниматоры                   | Любовь Цимбалюк, Дарина Шмидт, Катерина Дедух                        |
| Художественный руководитель | Михаил Алдашин                                                       |
| Продюсер                    | Николай Маковский                                                    |
| Участие                     | Александр Сикорский, Константин Бронзит, Вадим Дуленко, Марина Ланда |